# EPAM Systems
EPAM Systems, Inc. — американська компанія, яка спеціалізується на послугах з розробки програмного забезпечення, інжинірингу цифрових платформ та дизайні цифрових продуктів. Головний офіс компанії розташований у місті Ньютаун, штат Пенсильванія, а представництва компанії є у понад 50 країнах світу. Офіс EPAM в Україні є найбільшим за кількістю спеціалістів серед усіх ІТ-компаній в країні. Є резидентом Білоруського парку високих технологій.

## Історія
Компанію засновано 1993 року у Принстоні однокласниками Аркадієм Добкіним, що працював у компанії SAP AG, і Леонідом Лознером. Назва компанії утворилася від словосполучення «ефективне програмування для Америки» (англ. Effective Programming for America). Перші офіси були відкриті у США та Білорусі. Пізніше відкрито північноамериканський офіс в Лоренсвіллі, штат Нью-Джерсі, європейський офіс у Будапешті, а також офіси з обслуговування клієнтів у Британії, Німеччині, Росії, Казахстані, Польщі, Швеції, Швейцарії, Болгарії та Білорусі. Були відкриті офіси й в Україні, в таких містах як Київ, Харків, Львів, Дніпро, Одеса, Запоріжжя, Івано-Франківськ, Херсон, Чернівці, Хмельницький, Ужгород та Вінниця.
У квітні 2022 року EPAM вирішила припинити діяльність у Росії. Також компанія започаткувала Фонд допомоги EPAM Україні для підтримки українців і взяла на себе зобов'язання надати гуманітарну допомогу на суму $100 мільйонів..

### Первинне розміщення акцій
25 січня 2012 року було оголошено про підготовку до IPO на Нью-Йоркській фондовій біржі, директор Аркадій Добкін розраховував продати 2 % акцій. Акціонери планували розмістити до 14 % акцій, обсяг розміщення мав скласти 17,7 % на $ 133,2 млн.
IPO відбулося 8 лютого і було оцінене аналітиками як невдале. В ході розміщення було продано 6 млн акцій (14,7 % збільшеного капіталу) за $ 72 млн, або $ 12 за папір. 33 % проданих акцій — додаткова емісія. Відповідно до оцінки на IPO, вартість всієї компанії склала $ 488 млн.
У червні 2014 року капіталізація компанії зросла більш ніж в чотири рази й склала $ 2,14 млрд Капіталізація EPAM в травні 2019 склала $ 9,39 млрд

### Запуск власних продуктів
2018 рік — створено InfoNgen 7.0, аналітичну платформу з елементами машинного навчання для дослідження інформації та проведення конкурентного аналізу даних з понад 200 тис. багатомовних сайтів, а також Telescope AI, масштабовану модульну платформу на базі штучного інтелекту, яка допомагає бізнесу отримати всебічне уявлення про внутрішні процеси організації.
Компанія запустила EPAM SolutionsHub — бібліотеку програмних продуктів, акселераторів і OpenSource-рішень, а також Open Source Contributor Index — інструмент, який оцінює внесок комерційних компаній в розвиток рішень з відкритим вихідним кодом.